# Spiderbait
Spiderbait é uma banda australiana de rock alternativo formada em Finley, Nova Gales do Sul em 1989. A banda é composta pelo baixista e vocalista Janet  English, pelo baterista Mark Maher e o guitarrista Damian Whitty.

## História
Spiderbait foi formada em 1989, eles assinaram com Au-Go-Go Records em 1990 lançando seu primeiro single, "Circle K", em 1991. O álbum de estréia de Spiderbait, Shashavaglava, foi lançado em Maio de 1993 contendo 17 faixas e foi avaliado em 2/5 estrelas pelo allmusic.
Em 1995, Spiderbait assinaram com a Polydor Records e lançaram seu segundo álbum, The Unfinished Spanish Galleon of Finley Lake, em setembro contendo 12 faixas, sendo avaliado pelo allmusic em 3/5 estrelas.

## Membros
- Janet English – baixo, vocal
- Mark Maher – bateria, vocal
- Damian Whitty – guitarra

## Discografia
- Shashavaglava (1993)
- The Unfinished Spanish Galleon of Finley Lake (1995)
- Ivy and the Big Apples (1996)
- Grand Slam (1999)
- The Flight of Wally Funk (2001)
- Tonight Alright (2004)
- Spiderbait (2013)